# العالم المعروف
العالم المعروف (بالإنجليزية: The Known World) هي رواية تاريخية للكاتب الأمريكي إدوارد بي. جونز، نُشرت عام 2003. تدور أحداث الرواية في فرجينيا ما قبل الحرب الأهلية، وتستكشف عالم العبودية المعقد والغامض أخلاقيًا، مع التركيز على الظاهرة غير العادية لمُلاك العبيد السود. نالت الرواية إشادة نقدية واسعة لأسلوبها السردي المبتكر، وشخصياتها المرسومة بعناية، ودراستها العميقة للسلطة والعرق والوضع الإنساني في سياق العبودية الأمريكية.

## ملخص الحبكة
تتمحور الرواية حول هنري تاونسند، وهو رجل أسود كان مستعبَدًا سابقًا وأصبح هو نفسه مالكًا للعبيد في مقاطعة مانشستر الخيالية بولاية فرجينيا. تبدأ القصة بوفاة هنري عام 1855، ثم تتنقل بين الماضي والحاضر، مستكشفةً الأحداث التي سبقت وفاته وتلتها.
وُلد هنري في ظل العبودية، وحصل على حريته في شبابه بعد أن اشتراها له والده، أوغسطس تاونسند. ومع ذلك، يمضي هنري ليصبح مالكًا للعبيد بنفسه، حيث يمتلك أكثر من 30 شخصًا مستعبَدًا للعمل في مزرعة التبغ الخاصة به. يخلق هذا القرار توترًا مع والديه ويتحدى توقعات القراء حول مؤسسة العبودية.
يستكشف السرد حياة شخصيات مختلفة مرتبطة بمزرعة تاونسند:
- كالدونيا، أرملة هنري، التي تكافح للحفاظ على المزرعة بعد وفاته.[4]
- موسى، المشرف على المزرعة، الذي يطمح إلى أن يحل محل هنري.[2]
- فيرن إلستون، امرأة سوداء حرة قامت بتعليم هنري وتصبح صديقة مقربة لكالدونيا.[5]
- الشريف جون سكيفينغتون، الذي يطبق قوانين العبيد بينما يعارض العبودية شخصيًا.[1]

مع تطور القصة، تكشف عن تعقيدات وتناقضات مجتمع قائم على استعباد البشر. ويؤدي اختفاء العديد من الأشخاص المستعبَدين من مزرعة تاونسند إلى سلسلة من الأحداث التي تكشف عن الطبيعة الهشة للنظام الاجتماعي.

## الموضوعات الرئيسية

### العبودية وديناميكيات السلطة
تستكشف رواية العالم المعروف ديناميكيات السلطة المعقدة داخل نظام العبودية، متحديةً المفاهيم المبسطة للعرق والسلطة. فمن خلال التركيز على مُلاك العبيد السود، يجبر جونز القراء على مواجهة الحقيقة غير المريحة المتمثلة في أن الخطوط العرقية لم تحدد مؤسسة العبودية وحدها. تبحث الرواية في كيفية إفساد السلطة بغض النظر عن العرق، وكيف يمكن للأفراد إدامة أنظمة القمع حتى لو كانوا قد عانوا من هذا القمع بأنفسهم.

### الغموض الأخلاقي
يقدم جونز عالمًا نادرًا ما توجد فيه ثوابت أخلاقية، وغالبًا ما تتخذ الشخصيات خيارات مشكوك فيها من الناحية الأخلاقية ولكنها مفهومة في سياقها. هذا التصوير الدقيق يتحدى القراء للتفكير في تعقيدات الطبيعة البشرية وكيف يمكن للهياكل المجتمعية أن تشكل الأخلاق الفردية.

### الذاكرة والتاريخ
تؤكد البنية السردية غير الخطية للرواية، التي تتنقل بين الماضي والحاضر، على أهمية الذاكرة والتاريخ في تشكيل حياة الشخصيات والمجتمع الأوسع. يستكشف جونز كيفية بناء الذكريات الشخصية والجماعية، والحفاظ عليها، وأحيانًا نسيانها عمدًا.

## الأسلوب والبنية
يستخدم جونز أسلوبًا سرديًا فريدًا في العالم المعروف، يتميز بما يلي:
- السرد غير الخطي: تتنقل الرواية بين الماضي والحاضر، كاشفةً تدريجيًا عن التواريخ المترابطة لشخصياتها.[7]
- الراوي العليم: يمتلك الراوي معرفة شبه إلهية بالأحداث الماضية والحاضرة والمستقبلية، مما يتيح رؤية شاملة لعالم الرواية.[8]
- تداخل خطوط قصصية متعددة: تتبع الرواية العديد من الشخصيات والحبكات الفرعية، مما يخلق نسيجًا غنيًا من الروايات التي تسلط الضوء على جوانب مختلفة من مجتمع العبيد.[5]
- استخدام الاستباق (Prolepsis): كثيرًا ما يتنبأ جونز بالأحداث المستقبلية، مما يخلق إحساسًا باليقين ويسلط الضوء على العواقب طويلة المدى لأفعال الشخصيات.[6]

تسمح هذه البنية المعقدة لجونز باستكشاف العواقب بعيدة المدى للعبودية على الأفراد والأسر والمجتمع الأوسع، بينما تتحدى أيضًا فهم القراء للسرد التاريخي.

## الاستقبال النقدي
أشاد النقاد بأسلوب جونز النثري، وشخصياته المعقدة، ونهجه المبتكر في الرواية التاريخية. أشادت صحيفة نيويورك تايمز بمهارة جونز في تشبيك القصص داخل قصص أخرى، مما يخلق سردًا غنيًا ومتعدد الطبقات. وأثنت صحيفة واشنطن بوست على الرواية لتقديمها "علاقات غير متوقعة بين العرق والسلطة في جنوب ما قبل الحرب الأهلية".
لاحظ بعض المراجعين البنية الصعبة للرواية والمتطلبات التي تفرضها على القراء. ومع ذلك، اتفق معظمهم على أن تعقيد السرد كان جزءًا لا يتجزأ من استكشاف الكتاب لموضوعاته.

## الجوائز والتقدير
| السنة | الجائزة                        | الفئة          | النتيجة | م.     |
| ----- | ------------------------------ | -------------- | ------- | ------ |
| 2003  | الجائزة الوطنية للكتاب         | الخيال         | رُشِّح     | [ 11 ] |
| 2003  | جائزة دائرة نقاد الكتب الوطنية | الخيال         | فوز     | [ 12 ] |
| 2004  | جائزة أنيسفيلد - وولف للكتاب   | الخيال         | فوز     | [ 13 ] |
| 2004  | جوائز BCALA الأدبية            | الرواية الأولى | فوز     |        |
| 2004  | جائزة هورستون/رايت ليغاسي      | الخيال         | رُشِّح     |        |
| 2004  | جوائز لانان الأدبية            | الخيال         | فوز     |        |
| 2004  | جائزة بوليتزر                  | الخيال         | فوز     | [ 14 ] |
| 2004  | جوائز فيرجينيا الأدبية         | الخيال         |         |        |
| 2004  | جوائز فيرجينيا الأدبية         | اختيار الجمهور | فوز     |        |
| 2005  | جائزة دبلن الأدبية الدولية     | —              | فوز     | [ 15 ] |

بالإضافة إلى هذه الجوائز، تم الاعتراف برواية العالم المعروف في العديد من التصنيفات الأدبية البارزة:
- في عام 2009، صوتت لجنة مكونة من 48 ناقدًا وكاتبًا ومحررًا استطلعت آراؤهم مجلة ذا ميليونز على الرواية باعتبارها ثاني أفضل كتاب نُشر منذ عام 2000.[16]
- في عام 2015، صنفت بي بي سي رواية العالم المعروف على أنها "ثاني أعظم رواية في القرن الحادي والعشرين حتى الآن" بناءً على استطلاع لآراء النقاد الأمريكيين.[17]
- في عام 2024، صنفتها صحيفة نيويورك تايمز في المرتبة الرابعة ضمن قائمة أفضل 100 كتاب في القرن الحادي والعشرين.[18]

## الإرث والتأثير
كان لرواية العالم المعروف تأثير كبير على الأدب المعاصر، لا سيما في مجال الرواية التاريخية والروايات التي تتناول العبودية. أثر نهج الرواية المبتكر في السرد واستكشافها الدقيق لديناميكيات السلطة على الأعمال اللاحقة في هذا المجال.
أثار الكتاب أيضًا نقاشات أكاديمية حول تمثيل العبودية في الأدب، ودور الأمريكيين الأفارقة في مؤسسة العبودية، وتحديات سرد التواريخ المؤلمة. وقد ساهم نجاحها في تجديد الاهتمام باستكشاف الجوانب الأقل شهرة للعبودية الأمريكية وشجع مؤلفين آخرين على تحدي الروايات التقليدية عن جنوب ما قبل الحرب الأهلية.
في البيئات التعليمية، أصبحت رواية العالم المعروف خيارًا متكررًا في دورات الأدب الجامعية، لا سيما تلك التي تركز على الأدب الأمريكي الأفريقي، أو الرواية التاريخية، أو أدب العبودية. توفر بنية الرواية المعقدة وموضوعاتها مادة غنية للتحليل الأدبي والمناقشات حول التاريخ والعرق والسلطة في أمريكا.

## قراءات إضافية
- Ryan، Tim A. (2008). "Mapping the Unrepresentable: Slavery Fiction in the New Millennium". Calls and Responses: The American Novel of Slavery since Gone with the Wind. Baton Rouge: Louisiana State University Press. ص. 185–208. ISBN:978-0-8071-3322-4.

## روابط خارجية
مقابلات
- مقابلة عن "العالم المعروف" (أجراها بي. كوبز). (28 أكتوبر 2003). الإذاعة الوطنية العامة.
- 'العالم المعروف'، صوت من الإذاعة الوطنية العامة، Morning Edition، 28 أكتوبر 2003

مراجعات
- 'العالم المعروف'، مراجعة في Pop Matters، بقلم ستيفن إم. ديوسنر، 5 يناير 2004
- "قصة متسامية عن العبودية تتكشف بالأبيض والأسود"، مراجعة في The Boston Globe، بقلم جون فريمان، 19 أكتوبر 2003
- مراجعة لرواية العالم المعروف، في storySouth، بقلم دان شنايدر، 2007
- "أناس امتلكوا أناسا"، مراجعة في The New York Times، بقلم جون فيرنون، 31 أغسطس 2003